# Vancouver
Vancouver (eng. izgovor /vænˈkuːvər/; hrv. izgovor vankúver) je obalni grad smješten u regiji Lower Mainlandu, u Britanskoj Kolumbiji, Kanada. Nazvan je po britanskom kapetanu Georgeu Vancouveru, koji je to područje istražio 1790-ih. Samo ime Vancouver, podrijetlo vuče od nizozemskog "van Coevorden," što označava osobu iz Coevordena, grada u Nizozemskoj.
Kao najveće u zapadnoj Kanadi, Vancouver je treće po veličini metropolitansko područje u zemlji, dok je sam grad osmi po veličini. Prema popisu iz 2006., Vancouver naseljava preko 578 000 stanovnika, dok u metropolitanskom području živi preko 2,1 milijuna ljudi. Stanovništvo je etnički raznoliko, s 52% ljudi kojima engleski nije materinji jezik.
Šumske pilane ustanovljene 1867., u području poznatom kao Gastown, postale su nukleus oko kojeg je niknuo grad (townsite), te je Vancouver formiran (inkorporiran) 1886. Do 1887., transkontinentalna željeznica produžena je do grada radi prednosti koje pruža velika prirodna luka, koja je uskoro postala vitalna karika u trgovačkoj ruti između Orijenta, istočne Kanade i Londona. Luka u Vancouveru (Port Metro Vancouver), danas je najprometnija i najveća u Kanadi, kao i četvrta najveća (prema tonaži) u Sjevernoj Americi. Iako šumarstvo ostaje najveća industrija, Vancouver je poznat kao urbano središte okruženo prirodom, što turizam čini drugom najvećom industrijom. Također, Vancouver je treće najveće središte filmske produkcije u Sjevernoj Americi, nakon 
Los Angelesa i New Yorka, što je gradu donijelo nadimak Hollywood North (Sjeverni Hollywood).
Vancouver je više od desetljeća, prema procjenama poslovnih časopisa, visoko rangiran kao "najugodniji grad za život u svijetu". Bio je domaćin mnogim međunarodnim konferencijama i događajima, uključujući konferenciju Ujedinjenih naroda o ljudskim naseljima 1976., i Svjetsku izložbu 1986. Zimske olimpijske igre 2010. održane su u Vancouveru i Whistleru, zimovalištu 125 km sjeverno od grada.

## Povijest
Arheološki podaci ukazuju na prisutnost urođeničkih naroda u području Vancouvera prije 8000 do 10 000 godina. Grad je lociran na tradicionalnim teritorijima naroda Squawmish, Musqueam, Tsleil-Waututh, grupe Coast Salish. Imali su svoja naselja u raznim dijelovima današnjeg Vancouvera, kao Stanley Parku, zaljevu False Creek, Kitsilanu, Point Greyu i obližnjem ušću rijeke Fraser.
Prvi Europljanin koji je istražio obalu današnjeg Point Greya i dijelove zaljeva Burrard Inlet,
bio je 1791. Španjolac José María Narváez, premda Samuel Bawlf
tvrdi da je Francis Drake područje mogao posjetiti još 1579. George Vancouver istražio je 1792. unutrašnju luku zaljeva Burrard Inlet, te je razne lokacije nazvao britanskim imenima.
Istraživač i trgovac Sjeverozapadne kompanije (North West Company) Simon Fraser, i njegova posada, bili su prvi poznati Europljani koji su kročili na mjesto današnjeg grada. 1808., putovali su s istoka niz rijeku Fraser, možda najdalje do Point Greya, kraj današnjeg Univerziteta Britanske Kolumbije.
Zlatna groznica kanjona Fraser 1858., dovela je preko 25 000 ljudi, većinom iz Kalifornije, preko New Westminstera (osnovan 14. veljače, 1859.), koji je bio prilaz unutrašnjosti Britanske Kolumbije, zaobilazeći područje današnjeg Vancouvera. Vancouver je među najmlađim gradovima Britanske Kolumbije;
prvo europsko naselje u današnjem Vancouveru nije podignuto do 1862, pri McLeeryjevoj farmi, neposredno južno od drevnog naselja Musqueama, u današnjem Marpoleu. Pilana utemeljena u Moodyvilleu (sada grad North Vancouver) 1863., započela je dugu vezu grada sa šumarstvom. Ubrzo su se pridružili mlinovi u vlasništvu kapetana Edwarda Stampa na južnoj obali zaljeva. Stamp, koji je započeo sa sječom drveća u području grada Port Alberni, isprva je nastojao držati mlin na Brockton Pointu, ali hirovite struje i opasne hridi prisilili su aktivnost na selidbu na lokaciju u podnožju ulice Gore. Taj mlin, poznat kao Hastings (Hastings Mill), postao je jezgra oko koje je formiran Vancouver. Središnja uloga mlina u gradu, oslabila je dolaskom Kanadsko pacifičke željeznice (Canadian Pacific Railway CPR) 1880-ih, premda je ostala bitnom u lokalnoj ekonomiji do zatvaranja 1920-ih.
Naselje koje se nazivalo Gastown, brzo je raslo oko izvorne improvizirane gostionice koju je na rubu vlasništva mlina Hastings 1867. otvorio "Gassy" Jack Deighton. 1870., kolonijalna vlada, izvršila je procjenu naselja i osnovala grad (townsite), preimenovan "Granville", u čast tadašnjeg britanskog državnog tajnika za kolonije, Lorda Granvillea. Lokacija, sa svojom prirodnom lukom, odabrana je kao polazna točka Kanadsko-pacifičke željeznice, na razočaranje obližnjih mjesta Port Moody, New Westminster i Victoria, koja su sva se nadmetala za posljednju stanicu željeznice. Željeznička pruga bila je među poticajima Britanskoj Kolumbiji da se 1871. pridruži 
konfederaciji, ali Pacifički skandal i nesuglasice oko korištenja kineske radne snage odgodili su izgradnju do 1880-ih.
Grad Vancouver ujedinjen je (incorporated) 6. travnja, 1886., iste godine kada je u grad stigao prvi transkontinentalni vlak. Predsjednik Kanadsko-Pacifičke željeznice William Van Horne grad je nazvao u čast Georgea Vancouvera. Veliki požar 13. lipnja, 1886., cijeli grad sravnio je sa zemljom. Vancouverski vatrogasci osnovani su te godine, te je grad brzo ponovo izgrađen. Stanovništvo Vancouvera raslo je od 1000 ljudi u prvom naselju 1881., preko više od 20 000 na prelazu stoljeća, do 100 000 1911. godine.
Vancouverski trgovci opremali su tragače zlata na putu za Klondike, za vrijeme slavne zlatne groznice 1898. Jedan od tih trgovaca, Charles Woodward, otvorio je 1892. prvu trgovinu Woodward's na lokaciji današnjih ulica Georgia i Main, što je zajedno s robnim kućama Spencer's i Hudson's Bay desetljećima tvorilo trgovačku jezgru grada.
Ekonomijom Vancouvera, u ranim fazama razvoja grada dominirale su velike kompanije kao Kanadsko-Pacifička željeznica, koje su donosile kapital potreban za brzi razvoj novog grada. Dok se tvornička proizvodnja tek razvijala, prirodni resursi bili su temelj vancouverske ekonomije. Sektor resursa bio je isprva baziran na sječi drveća, dok kasnije na izvozu kroz luku, gdje je trgovački promet uspostavio najveći ekonomski sektor u Vancouveru do 1930-ih.
Dominaciju ekonomije velikih kompanija pratio je često militantni radnički pokret. Prvi je veći štrajk solidarnosti bio 1903., kada su zaposlenici željeznica štrajkali protiv CPR-a radi priznavanja sindikata. Radnički vođa Frank Rogers bio je ubijen od CPR policije za vrijeme demonstracija na dokovima, kao prvi mučenik radničkog pokreta u Britanskoj Kolumbiji. Rast napetosti u industriji doveo je 1918. do prvog generalnog štrajka u Kanadi, u rudnicima ugljena Cumberland na otoku Vancouver. Nakon zatišja 1920-ih, val štrajkova dosegao je vrhunac 1935., kada su nezaposleni preplavili grad protestirajući protiv uvjeta u kampovima pod vojnom upravom u udaljenim krajevima provincije. Nakon dva mjeseca svakodnevnih i burnih protesta, štrajkaši iz kampova odlučili su svoje žalbe izložiti saveznoj vladi te su pošli na takozvani "Put za Ottawu" (On-to-Ottawa Trek), 
ali njihov protest nasilno je spriječen. Radnici su bili uhićeni kraj mjesta Mission i internirani u radnim logorima tijekom trajanja depresije.
Drugi socijalni pokreti, kao feminizam prvog vala, reforma morala i pokret umjerenosti, također su utjecali na razvoj Vancouvera. Mary Ellen Smith, vancouverska sufražetkinja i prohibicionistkinja, postala je 1918. prva žena izabrana u provincijski parlament. Alkoholna prohibicija započela je za vrijeme prvog svjetskog rata i trajala do 1921., kada je vlada provincije uspostavila kontrolu nad prodajom alkohola, što je na snazi i danas. Prvi je kanadski zakon o drogi stupio na snagu nakon istrage koju je proveo savezni ministar rada i budući premijer William Lyon Mackenzie King. King je bio otposlan istražiti štetu nastalu u neredima kada je Azijatska ekskluzionistička liga (Asiatic Exclusion League) vodila puštošenje kroz kinesku i japansku četvrt. Dvoje od oštećenih bili su proizvođači opijuma, i nakon dodatne istrage, King je otkrio da bijele žene i kineski muškarci navodno posjećuju opijumske rupe. Savezni zakon koji zabranjuje proizvodnju, prodaju i uvoz opijuma za nemedicinske svrhe, uskoro je izglasan na temelju tih otkrića.
Udruživanje s Point Greyem i Južnim Vancouverom, dalo je gradu svoje konačne konture, ne mnogo prije što je grad postao treća najveća metropola u zemlji. Do 1. siječnja, 1929., populacija proširenog Vancouvera bila je 228,193 stanovnika, te je ispunjavalo cjelokupni poluotok između zaljeva Burrard i rijeke Fraser.

## Zemljopis
Smješten na poluotoku Burrard, Vancouver leži između zaljeva Burrard na sjeveru i rijeke Fraser na jugu i prolaza Strait of Georgia na zapadu. Grad, u Pacifičkoj vremenskoj zoni (UTC−8) i 
Pacifičkoj pomorskoj ekozoni, prostire se na području od 114 km², uključujući i ravničarske i brdovite zone. Do imenovanja grada 1885., naziv "Vancouver" odnosio se na otok Vancouver, te je i danas raširen pogrešan dojam da je grad lociran na otoku. I grad i otok nazvani su prema britanskom kapetanu Georgeu Vancouveru, dok je grad Vancouver u Washingtonu, nasuprot Portlandu na sjevernoj obali rijeke Columbia, tek indirektno imenovan prema britanskom kapetanu; naziv tog grada adaptacija je naziva Fort Vancouvera, koji je bio sjedište Kompanije zaljeva Hudson za Columbia District, i najveće naselje na pacifičkom sjeverozapadu do Oregonskog ugovora 1846.
Vancouver ima jedan od najvećih gradskih parkova u Sjevernoj Americi, Stanley Park, površine 404,9 hektara. Planinski lanac North Shore Mountains dominira gradskim pejzažom, te su po vedrom danu vidljivi i snijegom pokriveni vulkan Mount Baker u Sjedinjenim Državama na jugoistoku, otok Vancouver na zapadu i otok Bowen na sjeverozapadu.

### Ekologija
Vegetacija u području Vancouvera izvorno je bila kišna šuma umjerenih područja, koja se sastojala od četinara s ponešto javora i testeraste jove, te velikim močvarnim područjima (čak i na visoravnima, radi loše drenaže). Mješavina četinara bila je karakteristična za obalnu Britansku Kolumbiju; Duglazije, Golema tuja, i Western Hemlock. Smatra se da u području rastu najveća stabla tih vrsta na obali Britanske Kolumbije. Najveća stabla u zoni današnjeg Vancouvera bila su u predjelu Gastowna, gdje se zbila prva sječa stabala, i na južnim obroncima zaljeva False Creek i English Bay, posebno u okolici plaže Jericho. Šuma u Stanley Parku posječena je između 1860-ih i 1880-ih, te su tragovi staromodnih tehnika sječe, kao urezi za dasku, još vidljivi.
Mnoge biljke i stabla koja rastu u Vancouveru i okolnoj regiji (Lower Mainland), uvezeni su iz drugih dijelova kontinenta i svijeta. Razne vrste palmi rastu u gradu, kao i veliki broj drugih egzotičnih stabala kao čileanski bor, japanski javor, i različito egzotično cvijeće, kao magnolije, azaleje i rododendroni. Neki su rododendroni izrasli do golemih veličina, kao i druge vrste uvezene iz područja oštrijih klima istočne Kanade ili Europe. Lokalni Acer glabrum također može postići ogromne visine. Mnoge od gradskih ulica imaju drvorede s mnoštvom cvjetnih vrsta stabala japanske trešnje, koje je od 1930-ih nadalje poklonila japanska vlada. Stabla cvatu nekoliko tjedana u rano proljeće svake godine. Druge ulice imaju drvorede kestena i drugih dekorativnih sjenovitih stabala.

### Klima
Vidi još: Klima u Kanadi
Klima je u Vancouveru prema kanadskim standardima umjerena, te je najčešće klasificirana kao oceanska (Köppenova klasifikacija klime Cfb). Ljetnji mjeseci uobičajeno su suhi, često s uvjetima umjerene suše, najčešće tijekom srpnja i kolovoza. Nasuprot tome, ostatak godine je kišovit, posebno između listopada i ožujka.
Godišnje padaline mjerene na vancouverskom aerodromu u Richmondu kreću se oko 1199 mm, premda to znatno varira kroz metropolitansko područje radi topografije, te je prosjek dosta veći u centru grada. Zimi, većina dana (također na vancouverskom aerodromu) ima izmjerljive oborine. Ljetnji mjeseci imaju manje oborina i više sunčanih dana, ublaženih morskim povjetarcima. Maksimalna dnevna temperatura kreće se oko 22°C u srpnju i kolovozu, povremenim temperaturama do 30°C. Najviša zabilježena temperatura bila je 34,4°C, 30. srpnja, 2009. Snijeg pada prosječno jedanaest dana godišnje, od kojih tri dana padne 6 cm ili više. Godišnja prosječna visina snijega je 48,2 cm, ali ne zadržava se dugo na tlu. Zime u Velikom Vancouveru (Greater Vancouver) četvrte su najblaže među kanadskim gradovima, nakon Victorije, Nanaima i Duncana, svi s obližnjeg otoka Vancouver. 
Vancouver ima dnevnu minimalnu temperaturu ispod nule prosječno 46 dana godišnje, ili ispod −10°C
dva dana u godini. Prosječno 4,5 dana godišnje temperatura ne prelazi iznad 0°C
| Klimatološki srednjaci za Vancouver | Klimatološki srednjaci za Vancouver | Klimatološki srednjaci za Vancouver | Klimatološki srednjaci za Vancouver | Klimatološki srednjaci za Vancouver | Klimatološki srednjaci za Vancouver | Klimatološki srednjaci za Vancouver | Klimatološki srednjaci za Vancouver | Klimatološki srednjaci za Vancouver | Klimatološki srednjaci za Vancouver | Klimatološki srednjaci za Vancouver | Klimatološki srednjaci za Vancouver | Klimatološki srednjaci za Vancouver | Klimatološki srednjaci za Vancouver |
| mjesec                              | sij                                 | velj                                | ožu                                 | tra                                 | svi                                 | lip                                 | srp                                 | kol                                 | ruj                                 | lis                                 | stu                                 | pro                                 | godina                              |
| ----------------------------------- | ----------------------------------- | ----------------------------------- | ----------------------------------- | ----------------------------------- | ----------------------------------- | ----------------------------------- | ----------------------------------- | ----------------------------------- | ----------------------------------- | ----------------------------------- | ----------------------------------- | ----------------------------------- | ----------------------------------- |
| srednji maksimum, °C                | 6,1                                 | 8                                   | 10,1                                | 13,1                                | 16,5                                | 19,2                                | 21,7                                | 21,9                                | 18,7                                | 13,5                                | 9                                   | 6,2                                 | 13,7                                |
| srednja dnevna temperatura, °C      | 3,3                                 | 4,8                                 | 6,6                                 | 9,2                                 | 12,5                                | 15,2                                | 17,5                                | 17,6                                | 14,6                                | 10,1                                | 6                                   | 3,5                                 | 10,1                                |
| srednji minimum, °C                 | 0,5                                 | 1,5                                 | 3,1                                 | 5,3                                 | 8,4                                 | 11,2                                | 13,2                                | 13,4                                | 10,5                                | 6,6                                 | 3,1                                 | 0,8                                 | 6,5                                 |
| oborine, mm                         | 153,6                               | 123,1                               | 114,3                               | 84                                  | 67,9                                | 54,8                                | 39,6                                | 39,1                                | 53,5                                | 112,6                               | 181                                 | 175,7                               | 1199                                |
| Izvor: Environment Canada5/2009.    |                                     |                                     |                                     |                                     |                                     |                                     |                                     |                                     |                                     |                                     |                                     |                                     |                                     |

## Gradski pejzaž

### Urbanističko planiranje
S 5335 stanovnika po kvadratnom kilometru (2006.), Vancouver ima veliku gustoću stanovništva u odnosu na mnoge druge sjvernoameričke gradove. Urbanističko planiranje u Vancouveru karakteriziraju stambeni neboderi i raznovrsni razvoj u gradskim središtima, kao alternativa nekontroliranom širenju gradskog područja (urban sprawl), što je doprinjelo visokom rangiranju grada po kvaliteti života.
Takav pristup vuče porijeklo s kraja 1950-ih, kada su gradski planeri započeli poticati gradnju rezidencijalnih nebodera u Vancouverskom West Endu, pod striktnim zahtjevima za stepenastu izgradnju i otvorene prostore radi zaštite vizura i zelenih površina. Uspjeh takvih gustih ali za život ugodnih četvrti, doveo je, počevši od 1980-ih, do prenamjene gradskih industrijskih zona, kao North False Creek i Coal Harbour. Rezultat je kompaktna urbana jezgra koja je stekla međunarodno priznanje radi svoje "visoke privlačnosti i za život ugodnog razvoja". U novije doba, vodi se debata o "ekogustoći" (ecodensity) - o mogućnostima kako "gustoća, dizajn i korištenje zemlje mogu doprinjeti održivosti okoliša, pristupačnosti i ugodnom životu."

### Arhitektura
Istaknute su građevine anglikanska katedrala Christ Church Cathedral, Hotel Vancouver, i Umjetnička Galerija Vancouver Art Gallery. U zoni centra, nekoliko je modernih zgrada, uključujući i Harbour Centre, zgradu suda i okolni trg Robson Square (projekt arhitekta Arthura Ericksona) i Vancouversku javnu biblioteku (Vancouver Public Library, projektant Moshe Safdie), koja podsjeća na Koloseum u Rimu.
Izvorno sjedište energetske kompanije BC Hydro, u ulicama Nelson i Burrard, modernistički je neboder, danas prenamijenjen u Electra condominiums. Ističe se također i "betonski vafel" zgrade MacMillan-Bloedel na sjeveroistočnom uglu križanja ulica Georgia i Thurlow. Istaknuti dodatak gradskom pejzažu divovski je Canada Place, građevina šatorskog okvira koja je bila kanadski paviljon na svjetskoj izložbi 1986. Canada Place uključuje kongresni centar, terminal brodova za krstarenje i hotel Pan-Pacific. Dvije su moderne zgrade koje određuju južni pejzaž grada, gradska vijećnica i Centennial Pavilion vancouverske bolnice, obje projekt Townleya i Mathesona, izgrađene 1936. i 1958.
Niz zgrada edvardovskog doba u starom središtu grada, bile su u svoje doba najviše građevine u britanskom carstvu. Kronološki, to su Carter-Cotton Building (bivše sjedište dnevnika Vancouver Province), Dominion Building (1907.) i Sun Tower (1911.). Još jedna istaknuta edvardovska zgrada je Vancouver Art Gallery, djelo arhitekta Francisa Rattenburyja, koji je također autor i zgrade parlamenta provincije, i izvanredno dekoriranog izvornog Hotela Vancouver, porušenog nakon drugog svjetskog rata radi izgradnje novog istoimenog hotela.
Kupolu na Sun Toweru, konačno je 1920-ih nadmašio, kao najviša zgrada u carstvu, dotjerani Art Deco Marine Building. 
Nadahnut njujorškim neboderom Chrysler, Marine Building poznat je po svojim pročeljima u keramičkim pločicama i pozlaćenim vratima i liftovima, što ga čini omiljenom lokacijom za filmska snimanja. Na vrhu popisa najviših zgrada u Vancouveru je Living Shangri-La, s 201 m visine i 62 kata. Druga je najviša zgrada One Wall Centre, s 150 m i 48 katova, dok je na trećem mjestu Shaw Tower, s 149 m

## Demografija
Vancouver je nazivan "gradom kvartova" ("city of neighbourhoods"), svaki s vlastitom karakterističnom osobnošću i mješavinom nacija.
Stanovnici engleskog, škotskog i irskog porijekla povijesno su najveće etničke grupe u gradu, te su elementi britanske i irske kulture i društva još vidljivi u nekim zonama, posebno u South Granvilleu i Kerrisdaleu. Nijemci su sljedeća najveća europska etnička grupa koja se naselila u Vancouveru, te su bili vodeća snaga u gradskoj ekonomiji i društvu do rasta anti-njemačkog raspoloženja s izbijanjem prvog svjetskog rata 1914. Kinezi su daleko najveća vidljiva etnička grupa u gradu, te u Vancouveru živi vrlo raznolika sinofonska zajednica, s više zastupljenih dijalekata, uključujući i kantonski i mandarinski. Kvartove s izraženim etničkim trgovačkim zonama uključuju Punjabi Market, Little Italy, Greektown, i bivši Japantown. 
1980-ih, priljev imigranata iz Hong Konga u očekivanju prenosa vlasti s Velike Britanije na Kinu, zajedno s porastom imigranata iz kontinentalne Kine i ranijim imigrantima s Tajvana, stvorio je jednu od najvećih koncentracija kineskih naseljenika u Sjevernoj Americi. Takvo pristizanje azijskih imigranata nastavilo je tradiciju imigracije iz cijelog svijeta, što je etabliralo Vancouver kao drugu najpopularniju destinaciju za strane naseljenike u Kanadi (nakon Toronta). Druge su značajne azijske etničke grupe u Vancouveru  južno azijska (većinom Pandžapci, često nazivani Indo-kanađanima), vijetnamska, filipinska, indonezijska, korejska, kambodžanska i japanska. 
Unatoč porastu imigracije iz Latinske Amerike 1980-ih i 1990-ih, useljavanje iz tih krajeva svijeta bilo je razmjerno nisko, slično kao i afrička imigracija (3,6% i 3,3% ukupne useljeničke populacije).
1981., manje je od 7% stanovništva bilo vidljiva manjina, ali do 2008., te proporcije narasle su na 51%.
Prije dolaska dijaspore iz Hong Konga tijekom 1990-ih, najveće ne-britanske etničke grupe u gradu bile su Irska i Njemačka, praćene skandinavskom, talijanskom, ukrajinskom i kineskom, koja većinom potječe od imigranata iz Taishana (Toi Shan) u Guangdongu. Od sredine 1950-ih do 1980-ih, u grad su pristigli mnogi portugalski imigranti, koji danas čine treću najveću portugalsku populaciju u Kanadi nakon Toronta i Montreala. Istočni Europljani, uključujući Ruse, Čehe, Poljake i Mađare, započeli su useljavanje nakon sovjetskog preuzimanja Istočne Europe nakon drugog svjetskog rata. Grčka se imigracija pojačala krajem 1960-ih i početkom 1970-ih, za vrijeme diktaure u Grčkoj, te se većinom naselila zoni Kitsilano.
Postoji i znatna indijanska zajednica u Vancouveru i okolnoj metropolitanskoj regiji, što je najveća domorodačka zajednica u provinciji.

## Ekonomija
Sa svojom lokacijom na pacifičkom obruču i na zapadnom kraju kanadske transkontinentalne autoceste i željezničkih ruta, Vancouver je jedno od najvećih industrijskih središta u zemlji. Luka u Vancouveru, najveća i najviše diversificirana u Kanadi, u robnoj razmjeni s preko 130 zemalja, godišnje ostvaruje više od 75 milijardi Kanadskih dolara. Lučke aktivnosti generiraju BDP od 10.5 milijardi Američkih dolara, i 22 milijarde u ekonomskom outputu. Vancouver je također sjedište šumarskih i rudarskih kompanija. U novije vrijeme, Vancouver je postao značajno središte razvoja softvera, biotehnologije i vitalne filmske industrije.
Lokacija grada s pogledima na okolne prirodne ljepote, Vancouver čine značajnom turističkom destinacijom. Posjetitelje najčešće privlače gradski parkovi: Stanley Park, Queen Elizabeth Park, VanDusen, te planine, ocean i parkovi prirode u okolici grada. Svake godine preko milijun ljudi prođe Vancouverom na krstarenjima, često na putu za Aljasku.
Vancouver može za život biti skup grad, s najvišim cijenama nekretnina u Kanadi. Nekoliko istraživanja iz 2006., Vancouver su rangirala kao grad s najmanje pristupačnim nekretninama u Kanadi, i kao 13. takav grad u svijetu, u porastu s 15. mjesta 2005. godine. Grad je usvojio razne strategije radi smanjenja cijena stanova, uključujući stambene zadruge, legalizirane sporedne apartmane, povećanu gustoću i smart growth. Znatan broj gradskih stanovnika je imućan, što potvrđuju broj luksuznih vozila na ulicama i cijene nekretnina. Do polovine 2007., prosječan dvoetažni dom u Vancouveru stajao je 757 750 američkih dolara, dok je u drugom i trećem najskupljem gradu u Kanadi, Torontu i Calgaryju, vrijednost istog takvog doma 467 742 i 322 853 američkih dolara. Cijene nekretnina dosegle su vrhunac 2008., te su od tada u padu, s predviđenim prosječnim padom 2009. od 9%. Ipak, pad cijena privukao je na tržište nove kupce, te se očekuje stabilizacija.
Od 1990-ih, razvoj visokih stambenih zgrada u središtu grada djelomično je financiran pritokom kapitala imigranata iz Hong Konga, radi prelaska bivše britanske kolonije pod kinesku vlast 1997. Takav razvoj koncentrirao se u četvrtima Yaletown i Coal Harbour, te u okolici mnogih stanica nadzemne željeznice SkyTrain na istoku centra grada. Izbor grada za domaćina Zimskih Olimpijskih Igara 2010., također je bio veliki poticaj ekonomskom razvoju. Također, izražena je i zabrinutost da rastući problem beskućništva u Vancouveru može biti pogoršan Olimpijskim igrama jer su vlasnici hotela koje koriste mnogi od stanovnika s najnižim primanjima, započeli s preuređenjema radi privlačenja klijenata više platežne moći i turista. U Vancouveru je također održana i Svjetska izložba, do sada posljednja u Sjevernoj Americi, koja je kao vrlo uspješan događaj privukla 20 milijuna posjetitelja i kanadskoj ekonomiji donijela 3,7 milijardi američkih dolara. Neke od gradskih znamenitosti kao Canada Place i javni prevozni sustav SkyTrain, izgrađene su kao dio izložbe.

## Vlast
Vancouver, za razliku od ostalih općina u Britanskoj Kolumbiji, inkorporiran je prema Vancouverskoj povelji (Vancouver Charter). Zakon, izglasan 1953., zamijenio je Vancouverski inkorporacijski dokument, 1921 (Vancouver Incorporation Act, 1921), te je gradu jamčio više različitih ovlasti nego što raspolažu ostale zajednice prema "Zakonu o općinama" (Municipalities Act) Britanske Kolumbije.
Civilnom vlasti, od drugog svjetskog rata dominira "Ne-partijsko Udruženje" (Non-Partisan Association, NPA) desnog centra, premda do 2008. s nešto značajnih interludija lijevog centra. NPA se 2002. podijelio oko pitanja politike kontrole droga, što je olakšalo uvjerljivu pobjedu Koalicije Naprednih Birača (Coalition of Progressive Electors) s programom smanjenja štete. Kasnije, prvi sjevernoamerički safe injection site - "Insite" (službeno mjesto na koje ovisnici o teškim drogama mogu doći konzumirati na siguran način), otvoren je radi znatanog broja intravenoznih heroinskih ovisnika u gradu.
Vancouverom upravlja deseteročlano gradsko vijeće, deveteročlani školski odbor i sedmeročlani odbor za parkove, svi izabrani na trogodišnje mandate kroz At-Large izborni sustav. Povijesno, na svim razinama vlasti, imućniji zapadni dio Vancouvera glasao je za konzervativne i liberalne političke opcije, dok je istočni Vancouver glasao za ljevicu, što je ponovo potvrđeno rezultatima provincijskih izbora 2005., i saveznih 2006.
Unatoč podjelama, postignut je politički konsenzus oko niza stvari: Zaštite gradskih parkova, razvoja metroa nauštrb sustava autocesta, pristup kontrole štete u ilegalnom korištenju droga, i opća briga oko razvoja unutar zajednica primjeri su djelatnosti koje su dobile široku podršku političkog spektra u Vancouveru. 
Na kampanji za općinske izbore 2008., tadašnji gradonačelnik iz redova NPA, Sam Sullivan bio je u neizvjesnom glasanju poražen kao stranački gradonačelnički kandidat, koje je kao novog kandidata postavilo Petera Ladnera. Gregor Robertson, bivši član zakonodavne skupštine za Vancouver-Fairview i menadžer tvrtke Happy Planet, bio je gradonačelnički kandidat za konkurentsku stranku Vision Vancouver. Gregor Robertson pobijedio je Ladnera sa znatnom većinom, blizu 20 000 glasova. Ravnoteža snaga znatno je prevagnula u korist Vision Vancouver-a, koja je držala 7 od 10 savjetničkih mjesta. Od preostalih tri, COPE je dobila dva dok NPA jedno.
Kod povjerenika za parkove, četiri mjesta su otišla u Vision Vancouver, jedno Zelenoj stranci (Green Party), jedno u COPE i jedno u NPA. Za školske povjerenike, četiri mjesta je dobio Vision Vancouver, tri COPE i dva NPA.

### Provincijsko i savezno zastupanje
U parlamentu Britanske Kolumbije, Vancouver zastupa 11 članova zakonodavne skupštine (MLA), koji uključuju i Gordona Campbella, aktualnog premijera provincije. Na provincijskim izborima 2009., Liberalna Stranka Britanske Kolumbije (British Columbia Liberal Party) osvojila je šest mjesta, dok je Nova Demokratska Stranka Britanske Kolumbije (British Columbia New Democratic Party) osvojila pet mjesta.
U kanadskom donjem domu, Vancouver zastupa pet članova parlamenta. Na kanadskim saveznim izborima 2004., Liberalna stranka Kanade osvojila je četiri mjesta dok savezna Nova demokratska stranka (NDP) jedno. Na saveznim izborima 2006., svi isti članovi parlamenta ponovo su izabrani. Ipak, 6. veljače, 2006., David Emerson iz Vancouver Kingswaya porazio je Konzervativnu stranku, što je konzervativcima u Vancouveru dalo jedno mjesto. Na saveznim izborima 2008., NDP preoteo je upražnjeno zastupničko mjesto Davida Emersona za Vancouver Kingsway, dodavši dva NDP mjesta trima liberala.

### Snage reda
Dok većinu Lower Mainlanda nadzire divizija "E" Kraljevske kanadske konjičke policije (Royal Canadian Mounted Police), Vancouver regulira Vancouverska policija (Vancouver Police Department), koja ima 1174 članova i raspolaže s budžetom od 149 milijuna američkih dolara (2005). Preko 16% gradskog budžeta 2005., utrošeno je na policijsku zaštitu.
Operativni odjeli Vancouverske policije uključuju policiju na biciklima, pomorsku policiju i policijske pse. Također, policija na konjima većinom se koristi za nadziranje Stanley Parka i povremeno središta grada, kao i za kontrolu rulje. Policija djeluje zajedno s civilnim i dobrovoljačkim Društvenim policijskim centrima (Community Police Centres).
2006., policija je ustanovila vlastitu antiterorističku jedinicu, dok je 2005., s punim policijskim ovlastima, osnovana nova tranzitna policija, Policijska služba transportne uprave Velikog Vancouvera (Greater Vancouver Transportation Authority Police Service), sada South Coast British Columbia Transportation Authority Police Service.
Premda to nije legalno, Vancouverska policija uglavnom ne hapsi osobe koje posjeduju manje količine marihuane. 2000., policija je osnovala specijaliziranu jedinicu za poroke, "Growbusters", radi provođenja agresivne kampanje protiv oko 4000 hidroponskih uzgajališta marijuane (ili grow-ops) u stambenim zonama. Kao i druge zakonske kampanje protiv marijuane, ova inicijativa bila je oštro kritizirana.
2008., Vancouver je imao sedmu najvišu stopu kriminala, s padom od tri mjesta u odnosu na 2005., među 27 kanadskih metropolitanskih zona (Census metropolitan areas). Ipak, kao i u drugim kanadskim gradovima, ukupna stopa kriminala u dramatičnom je padu.
Imovinski kriminalitet u Vancouveru posebno je visok, među najvišim kod većih sjevernoameričkih gradova. Ali, prema podacima Vancouverske policije, čak je i imovinski kriminalitet između 2004. i 2005. opao 10,5%. Metropolitanski Vancouver, prema istraživanju statističkog instituta Statistics Canada iz 2006., ima najvišu stopu oružanog nasilnog kriminala među svim metropolitanskim regijama u Kanadi, i 45,3 nasilnih kaznenih djela na 100 000 stanovnika, što je neznatno više u odnosu na 40,4 u Toronto Census Metropolitan Area (CMA), ali daleko više u odnosu na nacionalni prosjeka od 27,5. Niz incidenata vezanih uz ulične bande, početkom 2009. eskalirao je u, tako nazvan od policije, " rat uličnih bandi". Vancouver je domaćin posebnim događajima kao konferencije Azijsko-pacifičke ekonomske suradnje (Asia-Pacific Economic Cooperation), sastanka Clinton-Jeljcin ili vatrometnog spektakla Symphony of Fire koji zahtijevaju znatne snage reda. Neredi povodom finala Stanleyjeva kupa 1994, nadjačali su policiju, te je bilo 200 ozlijeđenih ljudi.

### Vojska
U Vancouveru je smješten glavni štab 39. Kanadske grupe brigada (39 Canadian Brigade Group)  
Zemaljskih snaga zapadnog područja (Land Force Western Area) Kanadske vojske (Canadian Forces). Primarne lokalne rezervne jedinice uključuju The Seaforth Highlanders of Canada i The British Columbia Regiment (Duke of Connaught's Own) (RCAC), bazirane u oružarnicama Seaforth Armoury i Beatty Street Drill Hall, i 15.  Puk kraljevskoga kanadskoga topništva (15th Field Regiment, Royal Canadian Artillery). Pomorska rezervna jedinica HMCS Discovery bazira na otoku Deadman's Island u Stanley Parku. RCAF Station Jericho Beach, prvu zrakoplovnu bazu u Kanadi, kanadska je vojska preuzela 1947., kada su hidroavioni zamijenjeni zrakoplovima dugog doleta. Većina opreme iz baze, predana je gradu 1969., te je zona preimenovana u "Jericho Park."

## Obrazovanje
Vancouversko školsko vijeće, upisuje više od 110.000 učenika u osnovne škole, srednje i više škole, što ga čini drugim najvećim školskim okrugom u provinciji. Okrug upravlja s oko 74 osnovne škole, 17 osnovnih aneksa, 18 srednjih škola, 7 obrazovnih centara za odrasle, 2 škole Vancouver Learn Network, koje uključuju 18 škola french immersion, dvojezičnu mandarinsku, Byng Arts Mini School i školu Montessori. Više od 46 nezavisnih (privatnih) škola, različitog profila, koje pohađa oko 10% učenika u gradu, također je kvalificirano za djelomično provincijsko financiranje.
Veliki Vancouver dom je dvaju većih javnih sveučilišta: Sveučilište Britanske Kolumbije (University of British Columbia, UBC) i Sveučilište Simon Fraser (Simon Fraser University, SFU), s više od 80 000 studenata (2008.). 2006., Newsweek je UBC rangirao kao 27. najbolje sveučilište na svijetu, dok je Maclean’s University Rankings, SFU 2009. proglasio najboljim sveučilištem u Kanadi.
Ostale su značajne obrazovne institucije u području metropolitanskog Vancouvera: Tehnološki institut Britanske Kolumbije (British Columbia Institute of Technology), koji se brine za tehničko obrazovanje, Vancouver Community College i Langara College javne su ustanove na razini koledža, Douglas College i Capilano University, te umjetnička akademija Emily Carr University of Art and Design i filmska škola Vancouver Film School. Od ukupnog broja studenata, značajan se broj odnosi na međunarodne i ESL (English as a foreign or second language) studente, te je vancouverski školski odbor izvijestio da u školskoj godini 2008./2009., 53% studenata nije imao engleski kao materinji jezik.

## Umjetnost i kultura

### Film i kazalište
Istaknute kazališne kompanije u Vancouveru uključuju Arts Club Theatre Company i Vancouver TheatreSports League na poluotoku Granville Island, Vancouver Playhouse Theatre Company i Bard on the Beach. Manje kompanije uključuju Touchstone Theatre, Studio 58, Carousel Theatre, i United Players of Vancouver. Theatre Under the Stars postavlja ljetnje predstave
u otvorenom teatru Malkin Bowl u Stanley Parku. Također, u Vancouveru se održava i godišnji kazališni festival Fringe Festival. 
Vancouver International Film Festival, koji se održava tijekom dva tjedna svakog rujna, prikazuje preko 350 filmova i jedan je od najvećih festivala u Sjevernoj Americi. Pripadajući Vancity Theatre prikazuje tijekom ostatka godine ne-komercijalne filmove, kao i Pacific Cinematheque, Festival Cinemas i kinematografi Hollywood i Rio.

### Muzeji
U četvrti Kitsilano smješteni su Vancouverski pomorski muzej (Vancouver Maritime Museum) i astronomski muzej H. R. MacMillan Space Centre.
Antropološki muzej pri Univerzitetu Britanske Kolumbije (Museum of Anthropology at UBC) vodeći je muzej indijanske kulture na sjeverozapadnoj pacifičkoj obali, dok je Muzej Vancouvera (Museum of Vancouver) najveći javni muzej u Kanadi. Nešto je više interaktivan muzej Science World. Grad također raspolaže s više umjetničkih kolekcija.
Vancouverska umjetnička galerija (Vancouver Art Gallery) raspolaže sa stalnim postavom od skoro 10 000 eksponata procijenjenim na preko 100 milijuna američkih dolara, koji sadrži i znatan broj radova Emily Carr.

### Glazba
Glazbeni doprinosi Vancouvera uključuju izvođače klasične, folk i pop glazbe. U gradu djeluje profesionalni Vancouverski simfonijski orkestar (Vancouver Symphony Orchestra), dok je Vancouver Opera najveća operna kuća u gradu.
Grad je iznjedrio mnoge značajne punk rock sastave, uključujući i jednu od prvih hardcore grupa, D.O.A. Druge su izvorne vancouverske punk grupe; Subhumans, Young Canadians, Pointed Sticks, Active Dog, The Modernettes, UJ3RK5, i Braineater. Također, punk film Terminal City Ricochet, snimljen je u Vancouveru.
Kada je 1990-ih postao popularan alternativni rock, istaklo se nekoliko grupa iz Vancouvera, kao 54-40, Odds, Moist, Matthew Good Band i Econoline Crush. Noviji uspješni sastavi iz Vancouvera uključuju Gob i Stabilo. Danas, Vancouver je dom mnogim popularnim nezavisnim grupama, kao The New Pornographers i Destroyer, te nezavisnim izdavačkim kućama, između kojih Nettwerk i 
Mint. Iz Vancouvera također potječe utjecajna heavy metal grupa Strapping Young Lad i pionirski electro-industrial sastavi Skinny Puppy i Front Line Assembly; Bill Leeb iz Skinny Puppy poznatiji je kao osnivač ambient pop grupe Delerium. Drugi su pop glazbenici vezani uz Vancouver: Bryan Adams, Sarah McLachlan, Heart, Prism, Trooper, Chilliwack, Payolas, Images in Vogue, Michael Buble, Marianas Trench i Spirit of the West.
Veći koncerti uglavnom se održavaju u dvorani GM Place, teatru Queen Elizabeth, stadionu BC Place ili dvorani Pacific Coliseum, dok se manji događaji održavaju na mjestima kao Plaza of Nations, Commodore Ballroom, Orpheum Theatre i Vogue Theatre (trenutno zatvoren). Vancouver Folk Music Festival i Vancouver International Jazz Festival, pozornice su za glazbu tih žanrova iz cijelog svijeta.
Kineska populacija u Vancouveru iznjedrila je nekoliko cantopop zvijezda. Na sličan način, razni indijsko-kanadski umjetnici i glumci imaju renome u Bollywoodu ili drugim oblicima indijske industrije zabave.

### Noćni život
Mnogo godina, noćni život u Vancouveru bio je ograničen ranim zatvaranjem barova i noćnih klubova, i nevoljkošću vlasti da dozvole daljnji razvoj. Ipak, od 2003., Vancouver je eksperimentirao s kasnijim krajem radnog vremena i blažim propisima, te se nastojalo potaknuti daljni razvoj centra grada kao četvrti zabave, posebno oko ulice Granville.

## Kvalitet života i troškovi
Vancouver je više od desetljeća bio rangiran kao jedan od najugodnijih gradova za život na svijetu. Za razliku od toga, prema Forbesu, ima 6. najprecijenjenije tržište nekretnina u svijetu i 2007., nakon Los Angelesa, drugo najskuplje u Sjevernoj Americi. 
Vancouver je također, nakon Toronta, bio rangiran kao drugi najskuplji grad u Kanadi za troškove života, i 89. najskuplji u svijetu. Iste godine, Vancouver je prema Forbesu bio 10. najčišći grad na svijetu.
Vancouver ima stopu pretilosti kod odraslih ljudi od 12%, za razliku od nacionalnog prosjeka od 23%. 51% stanovnika Vancouvera ima prekomjernu težinu, što ga čini četvrtim najmršavijim gradom u Kanadi nakon Toronta, Montreala i Halifaxa.

## Mediji
Vancouver je značajan televizijski i filmski producijski centar. S nadimkom Hollywood North (sjeverni Hollywood), grad je skoro cijelo stoljeće korišten kao filmska lokacija. 2008., British Columbia Film Commission, izvjestila da je u Vancouveru snimljeno više od 260 produkcija, što grad, nakon Los Angelesa i New Yorka, čini trećim najvećim filmskim središtem u Sjevernoj Americi. Također, po televizijskoj produkciji, Vancouver je, iza Los Angelesa, drugi grad na svijetu.
U gradu se distribuira veliki izbor lokalnih, nacionalnih i međunarodnih dnevnih listova. Dva najznačajnija dnevna lista na engleskom jeziku su The Vancouver Sun i The Province. Također, dva nacionalna lista distibuirana u gradu su The Globe and Mail, koji je publikaciju "nacionalnog izdanja" u Britanskoj Kolumbiji započeo 1983., te se nedavno proširio s tri stranice vijesti iz provincije, i National Post, koji se bavi nacionalnim vijestima. Druge lokalne novine uključuju 24H (lokalni besplatni dnevnik), vancouverska franšiza besplatnog nacionalnog dnevnika Metro, dvotjednik Vancouver Courier, i nezavisne novine The Georgia Straight. Tri kineska dnevnika, Ming Pao, Sing Tao i World Journal namijenjeni su velikoj gradskoj zajednici koja govori kantonskim i mandarinskim jezikom. Niz drugih lokalnih i međunarodnih novina opslužuje druge multikulturalne grupe u Lower Mainlandu. 
Neke od lokalnih televizijskih stanica uključuju CBC, Citytv, CTV i Global BC. OMNI British Columbia emitira dnevne vijesti na kantonskom, mandarinskom, pendžabskom i korejskom jeziku, te tjedne vijesti na tagaloškom, kao i programe namijenjene drugim nacionalnim grupama. Fairchild Group raspolaže s dvije televizijske stanice: Fairchild TV i Talentvision, namijenjene kantonskoj i mandarinskoj publici.
Radio stanice s redakcijama vijesti uključuju CBC Radio One, CKNW i News 1130. Franko-kolumbijsku zajednicu opslužuju lokalne stanice Radio-Canada-e CBUFT channel 26, 
(Télévision de Radio-Canada), CBUF-FM 97.7 (Première Chaîne) i CBUX-FM 90.9 (Espace musique). U Vancouveru također djeluje najstariji ukrajinski radio program, Nash Holos. 
Medijska dominacija je često sporno pitanje u Vancouveru, jer su novine The Vancouver Sun, The Province, Vancouver Courier i drugi lokalni listovi kao Surrey Now, Burnaby Now i Richmond News itd, i televizije kao Global BC, svi u vlasništvu medijske kompanije Canwest. Koncentracija medija u jedinstvenoj korporaciji potakla se alternative, što je Vancouver učinilo središtem nezavisnih on-line medija, kao The Tyee i 
NowPublic.

## Transport
Tramvajski sustav u Vancouveru uveden je u promet 28. lipnja 1890., s linijom od starog mosta Granville Street do Westminster Avenue (sada Main Street i Kingsway). Manje od godinu dana kasnije, Westminster and Vancouver Tramway Company uvela je prvu kanadsku međugradsku liniju između dva grada i dalje do Chilliwacka, s još jednom linijom, Lulu Island Railroad, od mosta Granville Street do Stevestona preko Kerrisdalea, što je potaklo razvoj stambenih četvrti izvan samog središta grada. British Columbia Electric Railway, postala je kompanija koja je upravljala gradskim i međugradskim željezničkim sustavom do 1958., kada su posljednji tragovi takvog prevoza uklonjeni radi uvođenja trolejbusa i benzinskih/dizelskih autobusa. Vancouver trenutno raspolaže, nakon San Francisca, s drugim najvećim voznim parkom trolejbusa u Sjevernoj Americi.
Gradska vijeća 1970-ih i 1980-ih zabranjivala su izgradnju autocesta kao dio dugoročnog plana.  Radi toga, jedina važnija autocesta unutra gradskih međa je Highway 1, koja prolazi sjeveroistočnim kutom gradskog područja. Dok je broj automobila u užem Vancouveru rastao ravnomjerno s porastom stanovništva, odnos vlasništva automobila i prosječnog broja kilometara kojeg prelaze svakodnevni putnici u padu je od početka 1990-ih. Vancouver je jedini veći grad u Kanadi s takvim trendovima. Unatoč činjenici da se vrijeme putovanja po vozilu povećalo za jednu trećinu i rastućem obimu prometa, 7% manje automobila putuje u središte grada. Stanovnici su skloniji naseljavanju u područjima koja su bliža njihovim interesima, ili korištenju štedljivijih prevoznih sredstava, kao javni prevoz ili bicikl. To je djelomično rezultat nastojanja gradskih planera da riješe prometne probleme, kao i kampanja za zaštitu okoliša. Metode upravljanja prometnim zahtjevima (Transportation Demand Management, TDM) nametnule su restrikcije vozačima koje korištenje automobila čine težim i skupljim, dok su uvedene pogodnosti za ne-vozače.
TransLink, organizacija za regionalnu prometnu mrežu, odgovorna je za cestovni i javni prevoz unutar metropolitanskog Vancouvera, te omogućava autobusnu službu, uključujući brzi autobusni prevoz B-Line, putničku i biciklističku trajektnu službu poznatu kao SeaBus, automatizirani brzi metro SkyTrain, i željeznicu sa svakodnevne putnike West Coast Express. Vancouverski sustav SkyTrain trenutno djeluje s tri linije, Millennium Line, Expo Line i Canada Line.
Uvedene su promjene u regionalnu transportnu mrežu kao dio Translink-ovog 10-godišnjeg prometnog plana. Nedavno dovršena Canada Line, otvorena 17. kolovoza, 2009., koja povezuje Vancouverski međunarodni aerodrom i susjedni grad Richmond s postojećim SkyTrain sustavom. Evergreen Line, povezat će gradove Coquitlam i Port Moody sa sustavom SkyTrain do 2014. Također postoje i planovi za produženje linije Millennium Line na zapad do Univerziteta Britanske Kolumbije kao podzemne željeznice ispod Broadwaya, kao i povećanje kapaciteta i produženje linije Expo Line. Nekoliko cestovnih projekata bit će dovršeno u roku nekoliko godina, uključujući i zamjenu za most Port Mann Bridge, kao dio Gateway Programa provincijske vlade.
Drugi oblici prevoza čine ponudu u Vancouveru raznovrsnom. Službom međugradske putničke željeznice prema istoku upravlja kompanija VIA Rai, za Seattle - Amtrak Cascades, i Rocky Mountaineer za željeznička turistička putovanja. Manji putnički trajekti u zaljevu False Creek pružaju usluge prevoza dnevnim putnicima na Granville Island, centar Vancouvera i Kitsilano. Vancouver raspolaže sa širokom mrežom biciklističkih staza i ruta, koje tijekom cijele godine podržvaju aktivnu populaciju biciklista. Bicikl je postao najbrže rastući oblik prevoza u Vancouveru.
Vancouver opslužuje međunarodni aerodrom Vancouver International Airport (YVR), lociran na otoku Sea Island u gradu Richmondu, neposredno južno od Vancouvera. Međunarodni aerodrom u Vancouveru, druga je najprometnija zračna luka u Kanadi, i drugi najveći ulaz na zapadnoj obali Sjeverne Amerike za međunarodne putnike. Kompanije HeliJet i Floatplane održavaju redovnu zračnu službu iz vancouverske luke i južnog terminala YVR. Također, grad opslužuju i dva BC Ferry terminala. Jedan je na sjeverozapadu Horseshoe Baya, u Zapadnom Vancouveru, dok je drugi na jugu u Tsawwassenu, u okrugu Delta.

## Sport i rekreacija
Blaga klima i blizina oceana, planine, rijeke i jezera, područje čine popularnom destinacijom za vanjsku rekreaciju. Vancouver raspolaže s preko 1298 hektara parkova, među kojima, je s 404 hektara, najveći Stanley Park. Također, u gradu je i nekoliko velikih plaža od kojih se mnoge nadovezuju, od obale Stanley Parka oko zaljeva False Creek do južne strane English Baya, od Kitsilana do sveučilišnog grada University Endowment Lands (gdje se također nalaze plaže koje nisu dijelom gradskog područja). 18 kilometara plaža uključuje i plaže Second i Third (druga i treća) u Stanley Parku, English Bay (prva plaža, First beach), Sunset, Kitsilano, Jericho, Locarno, Spanish Banks, Spanish Banks Extension i Spanish Banks West, te slatkovodna plaža na jezeru Trout Lake. Obala nudi mogućnost bavljenja mnogim vodenim sportovima, te je grad popularna destinacija za nautičke entuzijaste.
Vancouver Canucks profesionalna je hokejaška momčad koja nastupa u NHL-u. Članovi su Sjeverozapadne divizije (Zapadna konferencija), a u svojoj povijesti dospjeli su dvaput do finala Stanleyjeva kupa. Svoje utakmice igraju u General Motors (GM) Place, dvorani kapaciteta 18 810 gledatelja.
Na 20 do 30 minuta vožnje iz centra Vancouvera, nalaze se planine North Shore Mountains, s tri skijališne zone: Cypress Mountain, Grouse Mountain i Mount Seymour. Mountain bikeri stvorili su svjetski poznate staze kroz Sjevernu obalu (North Shore). Rijeke Capilano, Lynn Creek i Seymour, također na Sjevernoj obali, nude mogućnosti entuzijastima divljih voda u sezonama kiša i proljetnog otapanja, premda se kanjoni tih rijeka češće koriste za pješačenje u prirodi i plivanje.
Trčanje uključuje utrku Vancouver Sun Run (10 km) koja se održava svakog travnja, Vancouverski maraton u svibnju, i polumaraton Scotiabank Vancouver svakog lipnja. Također, Grouse Grind je 2,9 kilometara dugačak uspon na planinu Grouse Mountain, otvoren tijekom ljeta i jesenskih mjeseci, što uključuje i godišnju utrku Grouse Grind Mountain Run. Istaknute staze za planinarenje su Baden-Powell Trail, naporna, 42-kilometarska staza iz zaljeva Horseshoe Bay u Zapadnom Vancouveru do Deep Covea u Okrugu Sjevernog Vancouvera.
Vancouver je bio domaćin Zimskih olimpijskih igara 2010., dok su 2009., bile održane Svjetske policijske i vatrogasne igre. Swangard Stadium, u obližnjem Burnabyju, bio je 2007. domaćin Svjetskom nogometnom prvenstvu za mlađe od 20 godina.
2011., Vancouver će biti domaćin Grey Cupa, prvenstvene utakmice Kanadske nogometne lige (CFL) koja se svake godine dodjeljuje drugom gradu s CFL timom. Košarkaški tim Vancouver Titans, svoju prvu sezonu u prvenstvu International Basketball League (IBL), odigrali su 2009., te domaće utakmice igraju u Langley Event Centre-u.
Vancouver je središte za Ultimate frizbi, sport sa snažnim porastom popularnosti. Tijekom ljeta 2008., u Vancouveru je održano Svjetsko Ultimate prvenstvo.
| Klub                             | Prvenstvo                        | Sport                            | Dvorana/stadion      | Osnovan       | Naslovi |
| -------------------------------- | -------------------------------- | -------------------------------- | -------------------- | ------------- | ------- |
| Vancouver Canucks                | NHL                              | Hokej na ledu                    | General Motors Place | 1970.         | 0       |
| BC Lions                         | CFL                              | Kanadski nogomet                 | BC Place Stadium     | 1954.         | 5       |
| Vancouver Canadians              | NWL                              | Baseball (Minor league baseball) | Nat Bailey Stadium   | 2000.         | 0       |
| Vancouver Whitecaps FC           | USL-1 (muškarci) W-League (žene) | Nogomet                          | Swangard Stadium     | 1986. 2003.   | 6 2     |
| Vancouver Giants                 | WHL                              | Hokej na ledu                    | Pacific Coliseum     | 2001.         | 1       |
| Vancouver Titans                 | IBL                              | Košarka                          | Langley Event Centre | 2009.         | 0       |
| Vancouver (prva sezona od 2011.) | MLS                              | Nogomet                          | BC Place Stadium     | 2009. (2011.) | 0       |

## Povezani gradovi i općine
Grad Vancouver bio je jedan od prvih gradova koji uspostavio međunarodne aranžmane bratimljenja. S bratimljenim gradovima, postignuti su posebni aranžmani za kulturne, socijalne i ekonomske beneficije.
- Odesa, Ukrajina od 1944.
- Yokohama, Japan od 1965.[152]
- Amsterdam, Nizozemska od 1975.
- Edinburgh, Škotska od 1978.
- Guangzhou, Kina od 1985.
- Los Angeles, Sjedinjene Države od 1986.

U regionalnom okrugu Velikog Vancouvera (Greater Vancouver Regional District, GVRD), 21 je odvojenih općina, svaka s vlastitom općinskom upravom, dok GVRD nadgleda zajedničke službe unutar metropolitanske zone, kao vodovod, kanalizacija, transport i regionalni parkovi.